# Jakbim
Jakbim vagy Jakbmu (uralkodói nevén Szehaenré) az ókori egyiptomi második átmeneti kor egyik uralkodója volt. Bár vitatott, hogy mikor élt és melyik dinasztiához tartozott, Kim Ryholt egyiptológus szerint valószínűleg ő alapította a levantei származású XIV. dinasztiát, régebbi szakirodalomban pedig a XVI. dinasztia tagjának tartották.

## Személyazonossága
Neve sosem szerepel kártusban, ami a fáraók előjoga volt, pecsétein ugyanakkor általában „a jó isten, Szehaenré” és „Ré fia, Jakbim” néven említik. Közvetlen bizonyíték nincs arra, hogy uralkodói neve Szehaenré volt, ezt az elméletet William Ayres Ward vetette fel a pecsétek stilisztikai hasonlósága alapján, később Ryholt bővebben kifejtette, Daphna Ben-Tor azonban vitatta, és rámutatott, hogy az ebben a korban élt uralkodók pecsétjei túl hasonlóak ahhoz, hogy ilyen alapon bármire is lehessen következtetni.
Ha Ward feltételezése helyes, akkor Szehaenré Jakbimot összesen 123 pecsét említi; ebben az időszakban egyedül Sesinek van több, összesen 396. Ryholt ennek alapján feltételezte, hogy legalább 25 évig uralkodott, i. e. 1805–1780 között. Raphael Giveon izraeli egyiptológus Jakbimot ugyanezen korszak egy másik uralkodójával, Ja'ammuval azonosította, Jürgen von Beckerath pedig Szalitisszel, aki Manethón szerint a XV. dinasztia alapítója volt.

## Fordítás
- Ez a szócikk részben vagy egészben  a   Yakbim Sekhaenre című angol Wikipédia-szócikk ezen változatának fordításán alapul.  Az eredeti cikk szerkesztőit annak laptörténete sorolja fel. Ez a jelzés csupán a megfogalmazás eredetét és a szerzői jogokat jelzi, nem szolgál a cikkben szereplő információk forrásmegjelöléseként.